# Британия (римская провинция)
Ри́мская Брита́ния (лат. Provincia Britannia) — римская провинция на острове Британия. После завоевания римлянами Галлии в середине I века до н. э. Гай Юлий Цезарь предпринял два похода в Британию (в 55 и 54 гг. до н. э.). Систематическое завоевание Британии Римом началось в 43 году и завершилось, в основном, к концу 60-х годов, в результате чего Британия стала одной из окраинных провинций Империи. 
Романизации подверглись главным образом южная, восточная и отчасти центральная области; запад и Север почти не были ей затронуты. Среди местного населения часто поднимались восстания (например, восстание Боудикки в 61 году). Завоевание было закреплено системой укрепленных пунктов (римские лагеря) и военных дорог. Вдоль северных границ были сооружены римские валы. Общая численность римской армии в Британии составляла 40 тыс. человек.
Ускорив процесс социального расслоения, завоевание не привело к коренным изменениям в кельтском обществе. Кризис Римской империи сказался и на судьбах Британии. С конца III века начались набеги кельтских и саксонских племён. В начале V века римское владычество в Британии прекратилось. Британия снова распалась на ряд независимых кельтских областей.

## Вторжение римлян под предводительством Цезаря
Бритты, по-видимому, были в довольно оживлённых отношениях с материком. У Цезаря упоминается, что они послали помощь галльскому племени венетов, восставшему против римского владычества. Это было в 56 г. до н. э.; в следующем году Цезарь задумал переправиться в Британию, чтобы наказать бриттов за их помощь венетам. Послав вперед отряд для рекогносцировки, Цезарь отплыл с 2 легионами из Portus Itius (ныне Булонь) ночью 26 августа 55 г. и на следующее утро высадился на британском берегу. Бритты, старавшиеся помешать его высадке, были отброшены вглубь страны и не оказывали больше особенного сопротивления. Впрочем, Цезарь вскоре заключил с ними мир, на довольно выгодных для них условиях и вернулся в Галлию.
Летом 54 года Цезарь опять отправился в Британию, на этот раз с 5 легионами пехоты и 2000 всадниками на 800 кораблях. Оставив небольшой отряд для прикрытия кораблей, Цезарь с остальными силами пошёл вглубь страны. Кассивелаун, избранный бриттами в главные военачальники, пытался остановить движение Цезаря, но был разбит, и столицу его римляне взяли приступом. Тогда он стал просить мира. Цезарь взял с него контрибуцию и вернулся на материк, не оставив в Британии никакого гарнизона, потому что события в Галлии и Риме требовали его присутствия. Торговые и дипломатические связи Британии и Рима тем временем укреплялись.

## Установление римского господства
При Августе планировалось несколько походов на Британию, которые не состоялись. В 43 г. император Клавдий решил обложить бриттов данью, для чего он послал в Британию Авла Плавтия с 4 легионами. Плавтий высадился и, сражаясь с бриттами под предводительством Каратака, дошёл до северного берега Темзы, где стал ожидать прибытия императора с остальным войском. По прибытии последнего бритты вскоре были разбиты наголову (согласно Диону Кассию) либо сдались без битвы (согласно Светонию), и Клавдий вернулся в Рим, оставив Плавтия для защиты вновь покорённых владений.
В 43 году римский полководец Веспасиан вступил в Уэльсе в упорную борьбу с Каратаком, возглавившим племя силуров — борьбу, окончившуюся полным поражением последних в 51 г. войсками губернатора Британии Остория Скапулы. Десять лет спустя Боудикка, царица племени иценов, занимавшего нынешние Норфолк и Саффолк, воспользовавшись отсутствием римского префекта Светония Паулина, ведшего кампанию в Уэльсе, побудила свой народ к мятежу против римлян. Светоний поспешил с запада, дал бриттам сражение близ Лондона и разбил их наголову, истребив 70—80 тыс. бриттов. После этого жестокого урока восстания бриттов совсем прекратились, а преемники Светония стали держаться более мягкой политики, и римская цивилизация быстро распространилась.
Следующим по времени крупным событием является назначение Агриколы, тестя Тацита, правителем Британии (78—84). Он покорил Уэльс, Северную Англию и победил в Шотландии в битве последнее независимое племя каледонцев.

## II век
В 120 году император Адриан посетил Британию и приказал построить ряд укреплений, чтобы сдерживать набеги северных племён (см. вал Адриана). В 142—144 гг., в царствование Антонина Пия, севернее вала Адриана с этой же целью был построен вал Антонина, который через 20 лет был, однако, оставлен.

## III век
В 207 году император Септимий Север прибыл в Британию, чтобы лично вести свои войска против племён, населявших Каледонию. Эта экспедиция стоила жизни тысячам римских воинов и, формально завершённая мирным договором, не привела к фактическому приобретению новых территорий. Север также укрепил вал Адриана. Он умер в Йорке в 211 году. Римская империя в это время переживала череду военно-политических кризисов, и слабость её представляла для правителей отдалённых провинций или сильных пограничных армий большое искушение попытаться стать самостоятельными и захватить в свои руки верховную власть.
С 259 по 274 год Британия была частью Галльской империи, а в 286 году Караузий, командир римского флота, который крейсировал по Ла-Маншу для защиты Британии и Галлии от фризских пиратов, провозгласил себя императором Британии. Император Максимиан в 289 году послал против него неудачную экспедицию, так что Караузий царствовал семь лет до 293 года, пока не был убит своим казначеем Аллектом, который занял его престол. В конце царствования Аллекта Британия была вторично подчинена Риму Констанцием Хлором (296 год). Констанций предпринял затем поход в Каледонию и умер в Йорке в 306 году, а сын Констанция, Константин, был провозглашён британскими частями его преемником.
Для защиты от участившихся набегов саксов и фризов были созданы укрепления Саксонского берега.

## IV—V века: набеги и конец римского владычества
Вскоре после этого начались беспрестанные набеги пиктов и скоттов на римские владения в Британии. Скотты, населявшие западную часть Каледонии, принадлежали к гойдельской ветви кельтов и пришли сюда из Ирландии. Всего вероятнее, что пикты также принадлежали к кельтскому племени и скорее к бриттской, чем к гойдельской ветви его. В 367 г. пикты и скотты преодолели вал Адриана при попустительстве его гарнизона и прошли по всей стране до Лондиниума. Против них был выслан военачальник Феодосий, отец императора Феодосия Великого, и вместе со своим сыном оттеснил их до вала Антонина. В 383 г. один из военачальников Феодосия, Максим, провозгласил себя императором Британии, Галлии и Испании и был утверждён в этом сане Феодосием и Валентинианом. Пять лет спустя он попытался было овладеть и Италией, но был схвачен и казнён в Аквилее, в 388 г. Войско его не возвращалось более в Британию, которая стала ещё беззащитнее. В 396 г. туда был послан Стилихоном, для защиты от набегов пиктов, один легион. Константин III, провозглашённый британскими легионами императором в 407 году, увёл войско из Британии в Галлию, оставив первую совершенно беззащитной от набегов северных горцев. В 410 г., указом императора Гонория римский протекторат над Британией был уничтожен, и последняя была предоставлена самой себе.
Последние обращения романизированных бриттов к Риму с просьбой о помощи для борьбы с варварами датированы 440-ми годами.

## Политическое устройство
Политическое устройство Британии во времена римского владычества было следующее: до времён императора Септимия Севера Британия управлялась одним префектом. Север разделил её на Верхнюю и Нижнюю Британию и вверил управление каждой частью особому префекту.
При Диоклетиане, с разделением Римской империи на 4 префектуры, Британия составила часть галльской префектуры, управлялась особым наместником (vicarius), жившим в Йорке, и разделена была на 4 провинции — Britannia Prima, Britannia Secunda, Flavia Caesariensis и Maxima Caesariensis, управлявшиеся каждая особым префектом. Пятую провинцию образовала Валенция, однако точная её локализация до сих пор неясна (две наиболее вероятных гипотезы: провинция была выделена из Второй Британии, либо возникла просто в результате переименования одной из известных четырёх провинций). Также в Британии располагался лёгкий военный римский флот с командами, набранными из бриттов.

## Население
Численность населения Римской Британии к концу IV века доходила до 3,6 миллионов человек, из них около 125 000 человек составляли римские легионеры; городское население доходило до 240 000 человек. Население было полиэтническим и включало кельтов, римлян, римских подданных из континентальной Европы, выходцев с Ближнего Востока, Северной Африки и Чёрной Африки.